# Sysdata III
O Sysdata III foi um computador pessoal brasileiro produzido pela empresa Sysdata a partir de 1984. Era compatível a nível de software e hardware com o TRS-80 Modelo III estadunidense, e consistia num sistema modular, com gabinete semelhante ao do IBM PC, teclado profissional destacado e um monitor de fósforo verde de 12".

## Características
- Memória:
  - ROM: 16 KiB
  - RAM: 64 KiB / 256 KiB
- Teclado: mecânico, com 70 teclas, caracteres acentuados, teclas de função e teclado numérico reduzido.
- Display:
  - 16 X 64 texto
  - 16 X 32 texto (expandido)
  - 48 x 128 ("gráfico de baixa resolução")
- Expansão:
  - 6 slots internos
- Portas:
  - 1 saída para monitor de vídeo
  - 1 porta Centronics
  - Interface de cassete
- Armazenamento:
  - Gravador de cassete (a 500/1500 bauds), acionamento remoto por relé
  - Drives de 5" 1/4 DS/DD: até quatro unidades externas, de 180 KiB cada
  - Disco rígido: até duas unidades de 5 MiB cada
- Som:
  - Alto-falante interno ("buzzer")